# Поле (Україна)
По́ле (до 2024 року — Червоне Поле) — село в Україні, в Девладівській сільській громаді Криворізького району Дніпропетровської області.
Населення — 72 мешканця.

## Назва
19 вересня 2024 року Верховна Рада підтримала перейменування села Червоне Поле на Поле. 26 вересня 2024 року перейменування набуло чинності.

## Географія
Село Поле знаходиться на відстані 1 км від села Яр та за 1,5 км від села Довгівка. По селу протікає пересихаючий струмок з загатою. Поруч проходить залізниця, станція Потоцьке за 2 км.

## Населення

### Мова
Розподіл населення за рідною мовою за даними перепису 2001 року:
| Мова       | Відсоток |
| ---------- | -------- |
| українська | 98,6 %   |
| російська  | 1,4 %    |

## Інтернет-посилання
- Погода в селі Поле [Архівовано 21 грудня 2011 у Wayback Machine.]